# The Astral Revelations
The Astral Revelations ist ein Jazzalbum von Jemeel Moondoc. Die am 5. Februar 2016 im Amsterdamer Veranstaltungsort Bimhuis entstandenen Aufnahmen erschienen 2018 auf RogueArt. Es war das letzte Album, das Moondoc zu Lebzeiten veröffentlichte; der Saxophonist starb Ende August 2021 im Alter von 70 Jahren.

## Hintergrund
Nach einer Aufnahmepause in den frühen 1990er-Jahren war Moondoc ab 1998 wieder aktiv geworden, was zu einer Reihe von Alben auf den Labeln Eremite, Ayler und schließlich Relative Pitch führte, die im Album Zookeeper’s House (2014) gipfelten, notierte John Sharpe. 2016 spielte Jemeel Moondoc in Quartettbesetzung mit Matthew Shipp (Piano), Hilliard Greene (Bass) und Newman Taylor Baker (Schlagzeug) und tourte mit dieser Gruppe 2016 durch Europa; der auf dem Album veröffentlichte Mitschnitt entstand im Bimhuis, Amsterdam.

## Titelliste
- Jemeel Moondoc: The Astral Revelations (Rogueart ROG-0081)[3]

1. Cosmic Nickelodeon 17:03
2. Blues for Katie 14:41
3. Here Now, Gone Now 14:13
4. Ornette Gone Bye 7:17

Die Kompositionen stammen von Jemeel Moondoc.

## Rezeption
Nach Ansicht von John Sharpe, der das Album in All About Jazz rezensierte, auf The Astral Revelations hauche der Altsaxophonist Jemeel Moondoc dem Erbe der Loft-Jazz-Ära, in der er sich erstmals einen Namen gemacht habe, neue Vitalität ein. Moondocs charakteristische Kombination aus herbem, Blues-durchtränktem Ton und post-Aylerschem-Heulen, durchsetzt mit vokalen Einschüben, gehöre nach wie vor zu den markantesten Sounds im zeitgenössischen Jazz. Hinzu komme Shipps einzigartiger Stil, der eindringliche Motive, melodische Scherben, donnernde Crashs und sauber artikulierte funkelnde Linien vereine. Das Beste würden sie jedoch bis zuletzt aufheben, mit „Ornette Gone By“ ein weiteres Stück in der fortlaufenden Reihe von wunderschönen Moondoc-Klagen, wo er jeden letzten Tropfen Emotion aus einer herzzerreißenden Melodie wringe. Für diejenigen, die Moondoc noch nicht kennengelernt hätten, sei dies ein geeigneter Anfang.
„Jemeel Moondoc und seine Bandkollegen sind Meister der erschreckenden Kunst, ihre Gefühle zu kommunizieren, eine Kunst, die natürlich sowohl große Intelligenz als auch große Disziplin erfordert…“, schrieb Ed Hazell in den Liner Notes des Albums. „Ein Feuer brennt in Jemeel Moondocs Musik, und wenn es einmal entzündet ist, breitet es sich weiter aus; Es ist die Flamme, die Sie auch beim Spielen von Matthew Shipp, Hilliard Greene und Newman Taylor Baker spüren können. Die Musik dieses Quartetts ist nie einfach, aber immer wahrhaftig.“